# Saíra-douradinha
A saíra-dourada ou douradinha (Tangara cyanoventris) é uma ave da família Fringillidae (Taxonomia de Sibley-Ahlquist). Entretanto, alguns taxonomistas a incluem na família Thraupidae (Taxonomia Tradicional).